# Johansfors Glasbruk

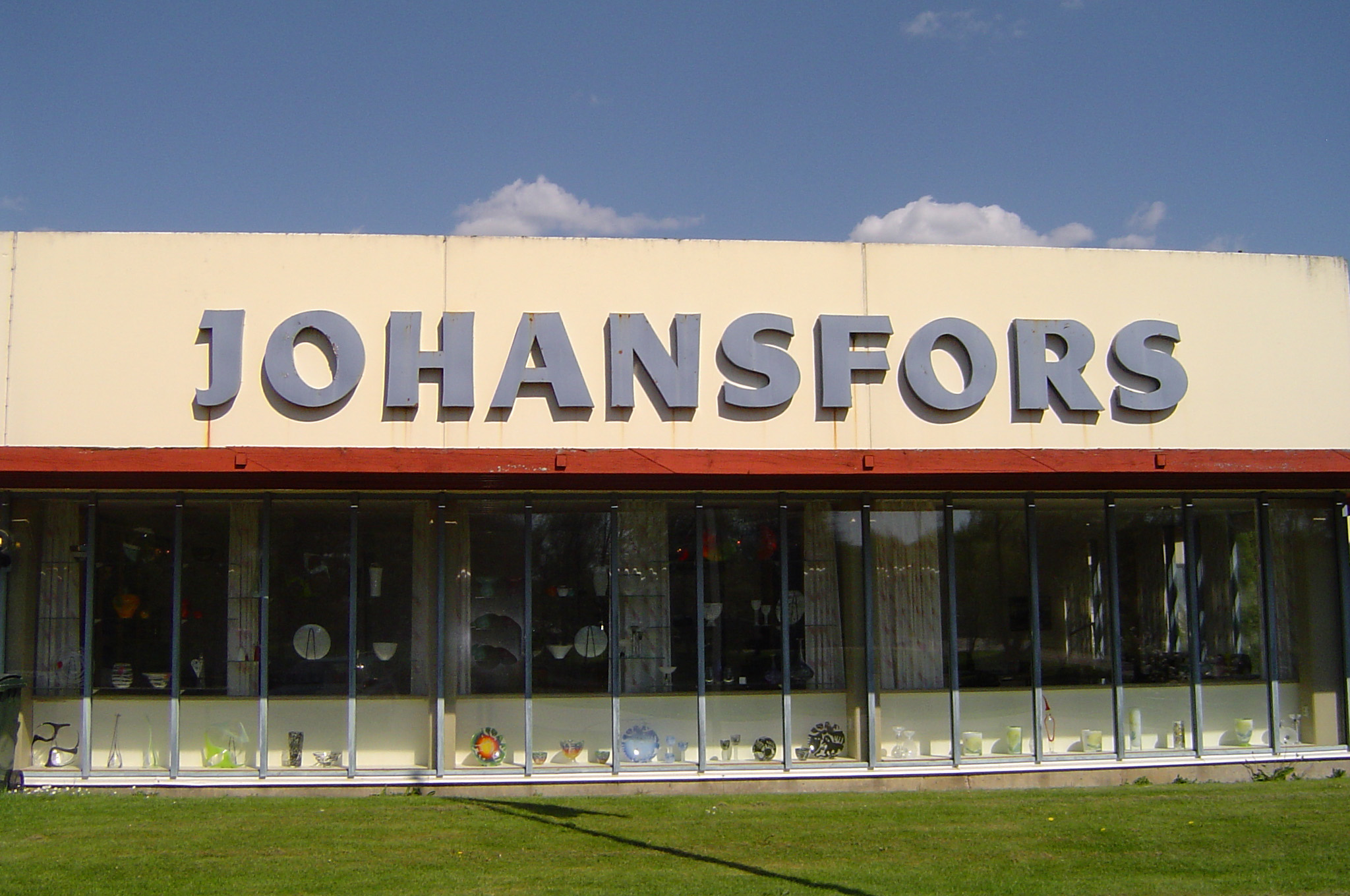
De glasfabriek in Johansfors

Johansfors Glasbruk was een glasfabriek in de plaats Johansfors in de provincie Kalmar län in Zweden. 
De fabriek werd opgericht in 1891. Het huidige fabriekscomplex met glasblazerij en glasovens werd gebouwd in 1955, op dezelfde plaats waar in 1891 werd begonnen. 
Tot 1991 behoorde de fabriek tot het Orrefors Kosta-Boda concern. Vervolgens wisselde de fabriek een paar keer van eigenaar, totdat de fabriek in 1997 in handen kwam van het Noorse Magnor Glassverk. In 2008 werd de fabriek gedeeltelijk overgenomen door de medewerkers, terwijl Magnor Glassverk een minderheidsbelang hield. Bij de fabriek was een winkel en een gratis museum. Tevens kon men in de fabriek het glasblazen bezichtigen.
De fabriek sloot in 2014. Voorbeelden van het glaswerk dat in Johansfors werd gemaakt, kunnen nog worden bezichtigd in Johansfors Gallery (Bruksgatan, Johansfors)